# 濟里克澤
濟里克澤（荷蘭語：Zierikzee，荷蘭語發音：[ˌzi.rɪkˈzeː]）是荷蘭泽兰省的城市，属于市镇斯豪文-德伊弗兰，位於該國西南部，距離海勒富茨勒伊斯約26公里，始建於849年，建成區面積3平方公里，2001年人口10,313，居民主要從事服務業。

## 友好城市

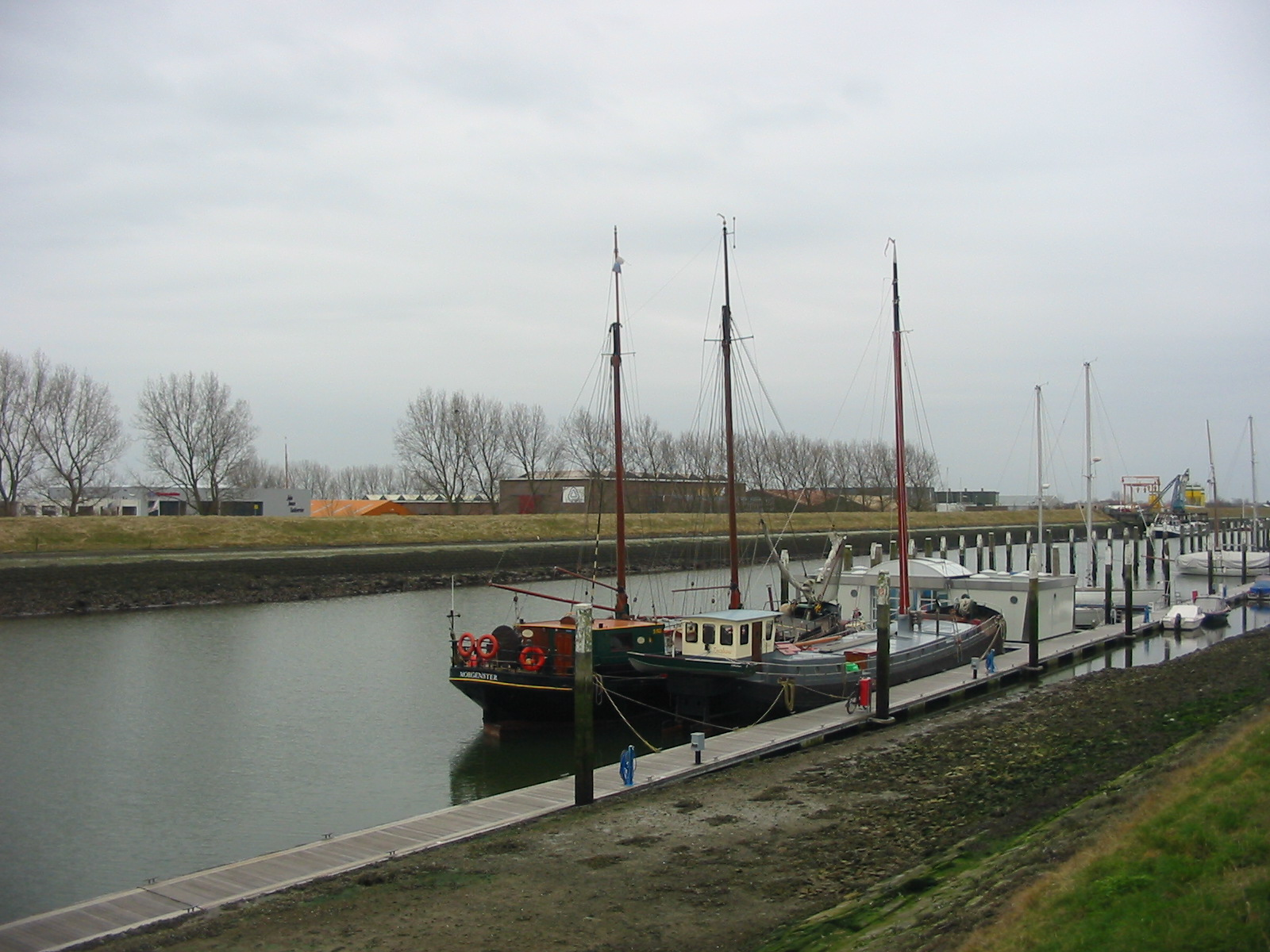

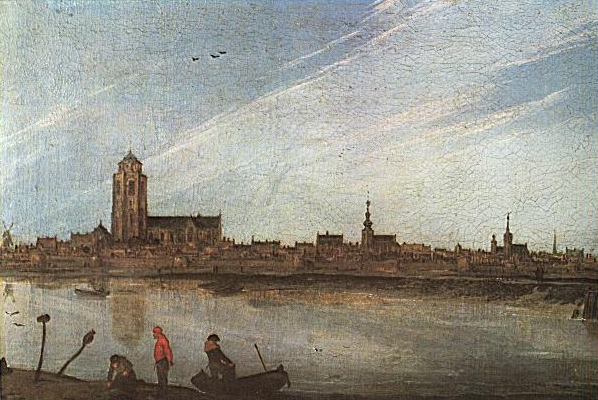

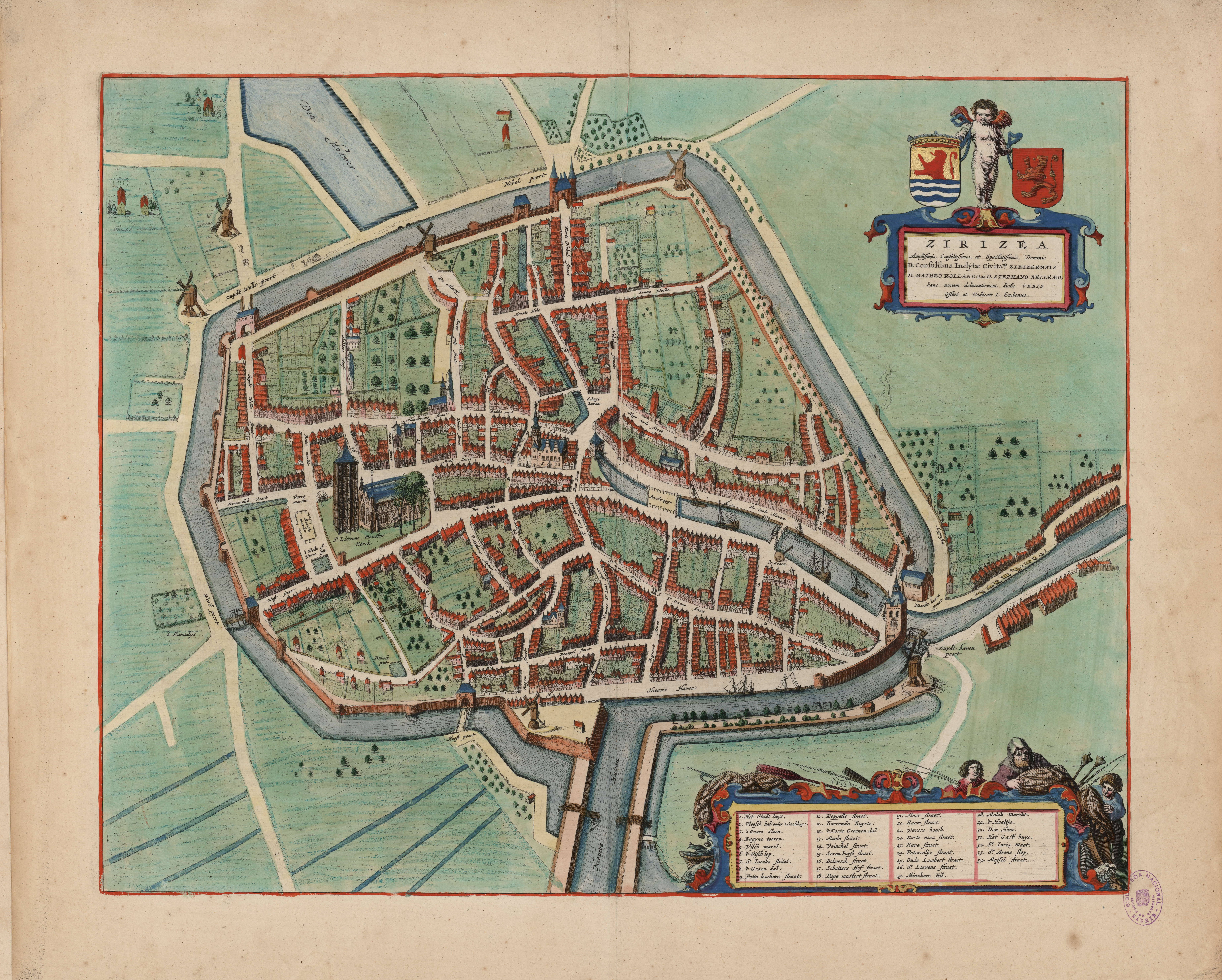

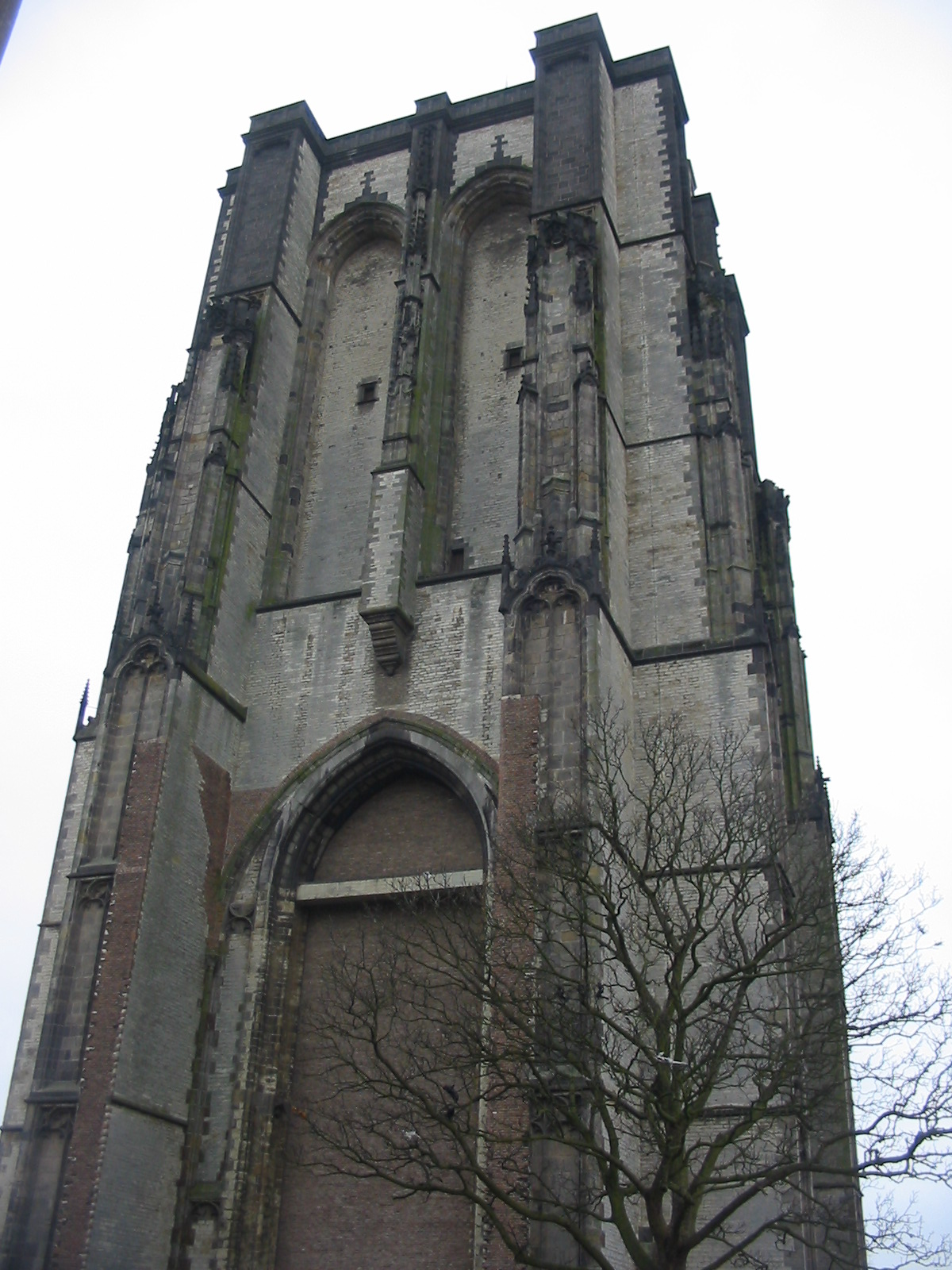

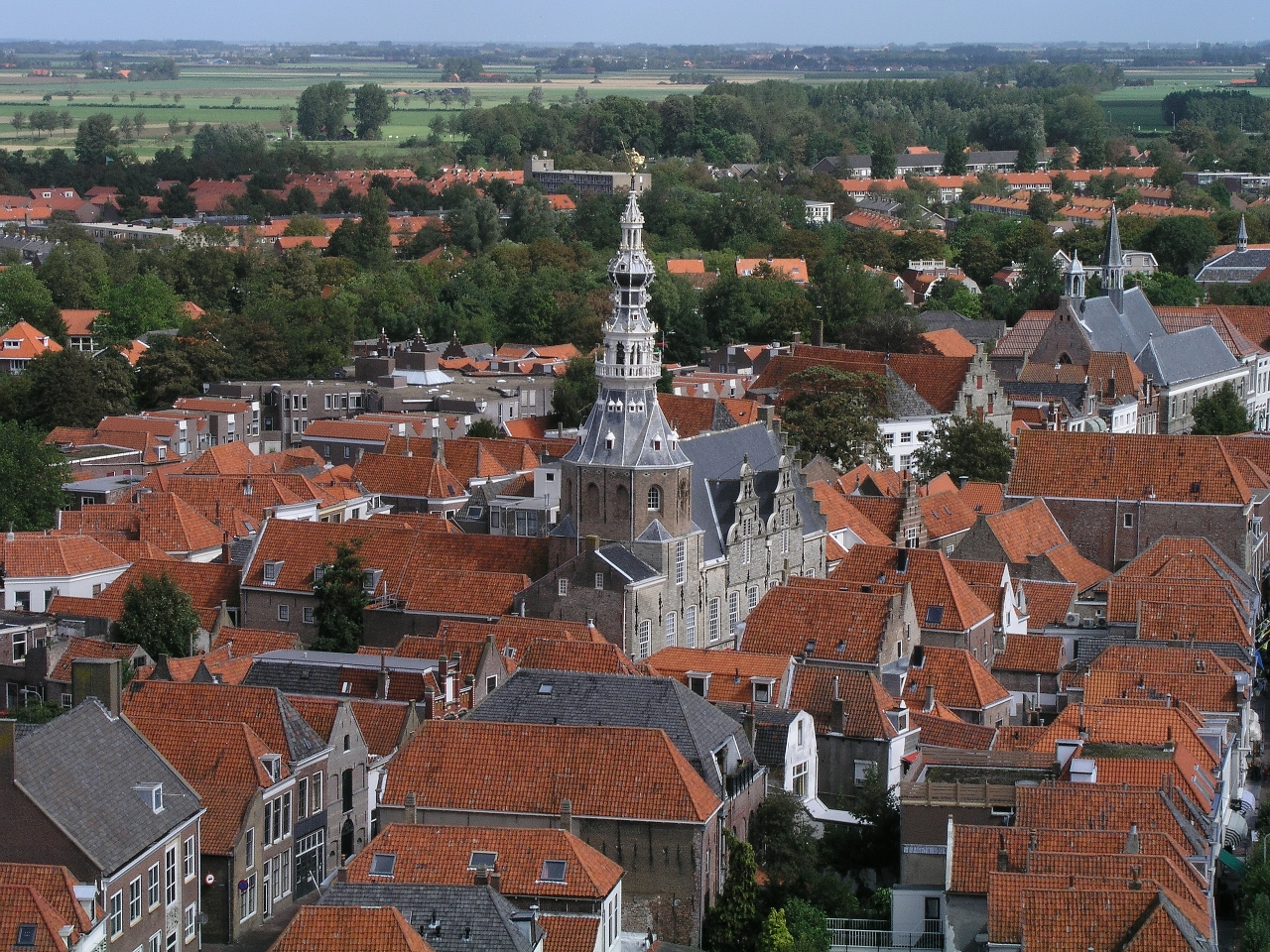

- 法國 圣伊莱尔迪阿库埃